# 侍女の物語
『侍女の物語』（じじょのものがたり, The Handmaid's Tale）は、カナダの女性作家マーガレット・アトウッドが1985年に発表した小説。近未来の北米を舞台とするディストピアSFで、すべての女性が国家によって自由と財産を奪われ、出産のためだけに生存を許されている世界を描く。
発表直後に英語圏でベストセラーとなったほかイギリスでブッカー賞候補となるなど高い評価を受ける一方で、作品中の宗教的・政治的メッセージをめぐって激しい論争の対象ともなった。2019年には続編『誓願』（原題：The Testaments）が発表されている。

## 概要
物語は、核災害や自然環境の悪化・遺伝子組み換えの横行などによって出生率が急落したアメリカ合衆国が舞台である。21世紀初頭のある時期に、狂信的なキリスト教原理主義のグループがクーデターを起こして政権奪取に成功、「ギレアデ共和国」樹立を宣言する。彼らは女性たちから財産を奪って自由な活動を全面禁止し、妊娠可能な女性を「侍女 (Handmaid)」としてエリート男性に仕えさせる。すべての女性は子どもを産む有用な国家資源としてのみ存在を認められ、同性愛者は国家への裏切りを断罪され処刑、不妊の女性は「不完全女性（Unwoman）」と呼ばれ迫害されてゆく。
1984年、アトウッドは本書をまだ東西分裂がつづくドイツの西ベルリンで執筆した。日々間近で見聞きするソ連の強権体制や、1979年頃からイランで始まった女性の活動制限のニュースなどが作品に色濃く反映しているとも言われる。
本書は刊行当初から大きな注目を集め、ジョージ・オーウェル『1984年』の系譜に連なる力強いディストピア小説として評判を呼んだが、同時に、激しい論争を呼び起こした。環境汚染や反フェミニズムの潮流を批判する強い政治的メッセージを本書に見てとり高く評価する声が上がった一方で、フェミニズム活動家らからは登場する女性たちがあまりに受動的だとして批判する声も上がった。
しかし本書は後述のように映画やドラマ、演劇・オペラなど様々な形で現在でも受容がつづいており、刊行当初よりもその重要性は増しているとも評される。
作品の舞台はリベラルな教育機関の集まる米マサチューセッツ州ケンブリッジに置かれ、作中の狂信的政策との対比を際立たせている。アトウッド自身は本書について、アメリカ社会の根底に広がる17世紀ピューリタンの精神的ルーツを踏まえている、と述べている。

## 社会的影響

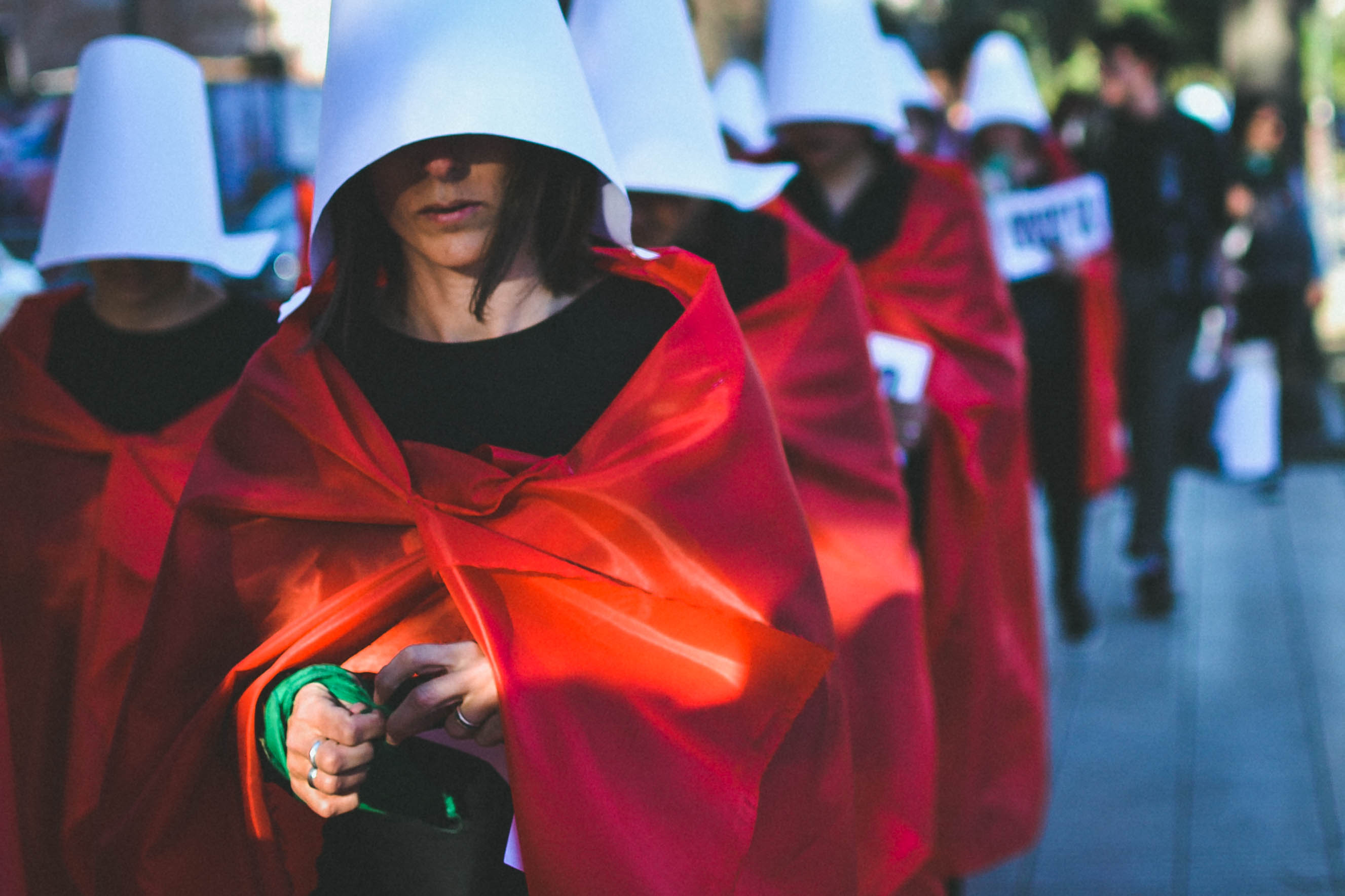
アルゼンチンで行われた女性の権利擁護を訴える抗議デモ（2018年）。本書で描写された「侍女」の衣装を身につけている。

1985年に刊行された本書は、今世紀に入ってから女性の権利擁護を主張する文脈でさかんに参照されるようになった。とくに2016年にアメリカで第一次トランプ政権が誕生し、これと前後してアメリカ各州で人工中絶の違法化などがすすめられるようになると、女性の「リプロダクティブ・ヘルス／ライツ」への抑圧だとして本書に登場する「侍女」たちの衣装を身にまとった抗議活動が各地で行われた。
この動きはアメリカ以外でもヨーロッパやイスラエル、南米などでも一般化した。後述のとおり本書は何度か映像化されているが、これらの抗議活動では、一般には2017年のHULUドラマ版の衣装が参照されていることが多い。
また保守化を強めるアメリカ各州では本書を危険視する意見が強まり、2025年4月の時点で、全米32州の約5000校で閲覧禁止処分を受けていると報じられている。

## あらすじ
物語の主人公オブフレッドは、クーデターでアメリカ合衆国を倒して建国された強権的な神権主義国家「ギレアデ共和国 (the Republic of Gilead)」に暮らしている。彼女は「侍女 (Handmaid)」として子どもを授からないエリート層夫婦の代理母となる役割を担っている。オブフレッドが仕えているのは共和国の司令官で、排卵期になると、司令官の男が聖書を読みあげたあと、男の妻セリーナ・ジョイがオブフレッドの手を握るなかで儀式として性行為を行っている。
ギレアデ共和国では出生率の危機的な低下を前に、すべての女性が財産や権利を剥奪され、出産能力のある女性は子どもを産む道具「侍女」として国家で管理されている。オブフレッド（Offred）という名前も本名ではなく、配属先の司令官の男の名に「of（〜の）」を冠した名を与えられている。女性は本を読むことも禁じられ、手にしてよい文字は神の国の到来を祈る祈禱書だけである。
侍女には任期があり、任期中に妊娠できなかった時は別の司令官の元へ派遣される。ただし、派遣回数は三回までと決まっており、それでも妊娠しなかった場合は「不完全女性（Unwoman）」の烙印を押され、「コロニー」へ連れて行かれる。コロニーでは放射性物質や死体の処理などをさせられる。反対に、妊娠し健康な子供を出産できれば安泰の未来が約束される。
女性の自由は厳しく制限され、オブフレッドも司令官らの用事をすませるため以外の外出は認められない。侍女たちは深紅のシンプルでゆったりした服を支給品として身にまとうことが義務づけられている。スカートはくるぶしまであり、赤い靴は脊椎を保護するため平底になっている。顔は白い「翼」と呼ばれる大きなフードで覆われている。彼女たちが「まわりを見たり、まわりから顔を見られたりすることを防ぐためのもの」である。いっさいの装飾品・化粧品は厳しく禁じられている。女性たちは「目 (The eye)」と呼ばれる秘密警察によって厳しく監視されている。
ギレアデ共和国の建国以前、オブフレッドはルークという男と家庭をもち、幼い娘と三人で暮らしていた。クーデターのあとカナダへ脱出を試みるが捕らえられて、以後、家族は離ればなれになったままである。彼女は通称「赤のセンター」と呼ばれる再教育・洗脳施設へ送りこまれる。指導役のリディア小母は、女性は男性に従属し出産に専念すべきだと説く。旧社会では女性が安心して夜道を歩くこともできず、日常のあらゆる場面で女性たちが性的なからかいや威圧の対象となっていた。それに比べてギレアデ共和国の社会の方がはるかに女性へ「尊厳と安全」を与えているではないかと。かつてリベラルな大学が集まっていたマサチューセッツ州ケンブリッジにある司令官の家に配属されたオブフレッドは、医師による毎月の精密検査、そして毎月の「儀式」が習慣となった。
共和国は深刻な内戦状態にあるが、それを伝えるメディアは生き残っていない。ケンブリッジにあった最高学府ハーバード大学は壊滅し、いまそのキャンパスは、かつて妊娠中絶手術を行った医師や、国家への裏切りとみなされるようになった同性愛者らが処刑され見せしめに遺体を吊す場所となっている。図書館では反国家的とみなされた多くの書物が焼き捨てられた。
オブフレッドは絶望したまま抑圧を受け入れて暮らしているが、厳格な禁欲主義につらぬかれたギレアデ共和国でも、個人の性的欲求を満たそうとする娼館「ジェゼベル」や政権転覆をもくろむ地下組織「メイデイ」が存在し、儀式以外の場での性交が秘密に行われていることを知るようになる。
オブフレッドが妊娠しないまま月日が過ぎると、妻のセリーナは夫の不妊を疑い、庭師のニックと性交して子どもを司令官が認知するよう持ちかける。オブフレッドはニックとの関係にのめりこむが、一方で司令官の男もしだいに彼女との儀式的な性交を個人的なものとして楽しむようになり、オブフレッドを娼館へ連れ出すようになる。
オブフレッドの生活が変わり始めるが、あるとき地下組織を名乗る人々が現れて彼女を寄宿舎から連れ出す。そして物語は、未来に発見されたオブフレッドのこの手記を、ギレアデ共和国の証言記録として歴史家たちが紹介する場面で幕を閉じる。オブフレッドが解放されたのか、それとも処分を受けたのかは明示されない。

### 登場人物
オブフレッド
主人公でこの物語の語り手。図書館に勤務し夫と娘がいた。本名は原作では不明だが、映画版ではケイト、ドラマ版ではジューン。
司令官
オブフレッドの主人。権力者だが密かにギレアデ誕生前の文化を愛好し、旧時代の雑誌や小説をオブフレッドに与える。
セリーナ・ジョイ
司令官の妻。ギレアデ誕生前は宣教師兼テレビタレントで女性は家に帰るべきと主張していた。
モイラ
オブフレッドの親友。共に侍女の養成施設へ送られるが脱走し、捕まって政府高官専用の秘密売春宿の娼婦となった。
ニック
司令官の運転手・庭師。オブフレッドと秘密の関係を持つ。
ルーク
オブフレッドの夫。前妻と離婚後、オブフレッドとの間に娘が産まれた。
リディア小母
オブフレッドが収容されていた侍女養成施設の教官。続編小説『誓願』では主人公の一人として登場する。

## 引用
（頁番号・引用文はすべてハヤカワepi文庫版）
- 自由には二種類あるのです、とリディア小母は言った。したいことをする自由と、されたくないことをされない自由です。無秩序の時代にあったのは、したいことをする自由でした。今、あなた方に与えられつつあるのは、されたくないことをされない自由なのです。それを過小評価してはいけませんよ。(p. 54)
- かつてわたしは自分の体を、喜びの道具か、移動の道具か、あるいは自分の意思を成就させるための手段だと思っていた。わたしはそれを動かすことができた。 (…) 今、その肉体は違った風に形作られている。わたしは西洋梨の形をした中心物のまわりに凝結した雲にすぎない。(p. 141)
- わたしたちは容器であり、大切なのは体の内側だけなのだ。(p. 179)
- わたしたちの役目はあくまで子供を産むことであり、わたしたちは妾や芸者や高級娼婦ではない。むしろ正反対だ。そういったカテゴリーからわたしたちを遠ざけるためにあらゆる措置が取られているのだ。わたしたちには男を楽しませる要素があってはならないことになっている。 (…) わたしたちは二本の脚を持った子宮にすぎない。聖なる器、歩く聖杯。(p. 252)
- わたしとしては、この物語が苦痛に満ちていることを申し訳なく思う。この物語が、十字砲火を受けた体のような、あるいは力ずくで引き裂かれた体のような、バラバラの断片になっていることを残念に思う。でも、わたしとしては変えようがないのだ。(p. 486)

## 関連作品

### 映画
1990年に映画化された（The Handmaid's Tale）。アメリカ合衆国・西ドイツ合作。フォルカー・シュレンドルフ監督、ナターシャ・リチャードソン、フェイ・ダナウェイらが出演。音楽は坂本龍一が担当した。
原作や後述のドラマ版とは異なり、どちらかと言えばメロドラマ的な内容になっている。これは当時、設定等を変えてもいいと言う原作者の意向による。
ビデオ邦題は『闇の聖母/侍女の物語』。
キャスト
- ケイト/オフレッド：ナターシャ・リチャードソン
- セレナ・ジョイ：フェイ・ダナウェイ
- ニック：エイダン・クイン
- 司令官：ロバート・デュヴァル
- オフグレン：ブランチ・ベイカー
- モイラ：エリザベス・マクガヴァン
- リディア小母：ヴィクトリア・テナント
- ルーク：ライナー・ショーン
- 医師：デヴィッド・デュークス
- トレイシー・リン
- ミューズ・ワトソン

### テレビドラマ
- 2017年にHuluによってドラマ化。同年4月26日より『ハンドメイズ・テイル/侍女の物語』として配信された（原題:『The Handmaid's Tale (TV series)』）[19]。日本では2018年2月より配信されている。
- 2017年の第69回プライムタイム・エミー賞では、作品賞・主演女優賞・助演女優賞・監督賞・脚本賞の5部門を受賞した[20]。
- 2018年「第75回ゴールデングローブ賞」ではテレビドラマ部門作品賞と主演女優賞を受賞した[21]。
- 2022年9月8日にシーズン6で終了することが決まり、その後は続編スピンオフ小説である「誓願」を映像化する予定。シーズン5の配信が当初2023年の予定だったのが2022年9月14日からに前倒しされたのもその為だと言われている。なお、シーズン6の配信は2023年末か2024年初頭の見込みだといわれていたが、2023年5月に始まった2023年 全米脚本家組合ストライキ(en)の影響で脚本の執筆が中断し、最終的には2025年4月8日から5月27日まで配信されることになった。

### そのほか
- （オペラ作品）『侍女の物語』ポール・ルーザス作曲（1990初演、デンマーク王立歌劇場）[22][英語版]
- （バレエ作品）『侍女の物語』リラ・ヨーク振付（2013初演、ロイヤル・ウィニペグ・バレエ団）[23]

## エピソード
- 2017年6月に、イギリスの俳優であるエマ・ワトソンが、女性の権利を擁護するためのキャンペーンとして、当作の書籍100冊を「パリのあちこちにこの本を隠している！」とTwitterにて発信し、探し出すためのヒントを非営利の読書支援団体「ザ・ブック・フェアリーズ（The Book Fairies）」がtwitterで投稿することになった[24][25]。

## 受賞
- カナダ総督文学賞
- アーサー・C・クラーク賞

## 邦訳・関連文献

### 邦訳
- マーガレット・アトウッド（斎藤英治 訳）『侍女の物語』（新潮社、1990；ハヤカワ文庫、2001）
- マーガレット・アトウッド 原作、ルネー・ノールト 画（斎藤英治 訳）『侍女の物語 グラフィックノベル版』 （早川書房、2020）
- マーガレット・アトウッド（鴻巣友季子 訳）『誓願』（早川書房、2020；ハヤカワ文庫、2023）

### 関連文献
- Bulleid, Joshua, Vegetarianism and Science Fiction: A History of Utopian Animal Ethics, Palgrave Macmillan, 2023.
- Lavigne, Carlen, Cyberpunk women, feminism and science fiction : a critical study, McFarland & Company, Inc., 2013.
- LeFanu, Sarah, Feminism and science fiction, Indiana University Press, 1989.
- LeFanu, Sarah, In the chinks of the world machine : feminism and science fiction, Women's Press, 1988.
- Machała, Katarzyna, The Handmaid's Tales in Gileadverse : dynamics of a transmedia storyworld, Brill Fink, 2024.
- Wilson, Sharon Rose, Margaret Atwood's fairy-tale sexual politics, University Press of Mississippi, 1993.
- 安保夏絵「21世紀に読む『侍女の物語』（The Handmaid’s Tale） : アトウッド作品における女性、身体、アメリカ」『大阪大学言語文化学』第27巻、大阪大学言語文化学会、2018年3月、3-14頁、doi:10.18910/71222。
- 加藤めぐみ、中村麻美 編『マーガレット・アトウッド『侍女の物語』を読む フェミニスト・ディストピアを越えて』水声社〈水声文庫〉、2023年12月。ISBN 978-4-8010-0685-0。
- 高村峰生「ディストピアと宗教―マーガレット・アトウッドの『侍女の物語』とフィリップ・K・ディック『高い城の男』のドラマ化をめぐって」『言語文化』第36巻、明治学院大学言語文化研究所、2019年3月、82-99頁、hdl:10723/00003661。
- 中村麻美「TVドラマ『ハンドメイズ・テイル／侍女の物語』におけるシスターフッドの問題」『言語文化』第40巻、明治学院大学、2023年3月、154-170頁、doi:10.24620/0000003982。
- 日中鎮朗「『侍女の物語』における言説のナラトロジーとストラテジー ―― 論理と語りの揺らぎ」『異文化の諸相』第38巻第1号、日本英語文化学会、2018年2月、5-19頁、doi:10.57300/cac.38.1_5。
- 三杉圭子「マーガレット・アトウッドの『侍女の物語』における文学的審美性」『女性学評論』第22巻、神戸女学院大学文学部総合文化学科、2008年3月、1-20頁、CRID 1390572174265413120。